# Al-Khaderstadion
Het Al-Khaderstadion is een multifunctioneel stadion in Al-Khader, een plaats in de Westelijke Jordaanoever. 
Het stadion wordt vooral gebruikt voor voetbalwedstrijden, de voetbalclub Shabab Al-Khader SC maakt gebruik van dit stadion. In het stadion is plaats voor 6.000 toeschouwers. Het stadion werd geopend in 2007.